# Aya Hisakawa
Aya Hisakawa (japanski 久川綾; Kaizuka, Osaka, 12. studenog 1968.) je japanska pjevačica i seiyuu, tj. sinkronizacijska glumica koja posuđuje glas u animeima. Najpoznatiji je po anime serijama "Mjesečeva ratnica" (kao Ami Mizuno), "Utena", "Gunsmith Cats", "Fruits Basket", "Noir", "Azumanga Daioh", "Love Hina", "Loveless" i "Cardcaptor Sakura".
Dok je pohađala treću gradsku srednju školu Kaizuka, gledala je anime seriju "Yamato" te odlučila postati sinkronizacijska glumica. Nakon jednogodišnjeg obrazovanja postala je isprva privremena, a potom stalna članica u poduzeću Aoni production. 1988. je po prvi put posudila glas nekoj anime seriji, "Kiteretsu daihyakka", a potom je s vremenom postala jedna od uhodanih glasova u tom žanru.

## Vanjske poveznice
- Aya Hisakawa na Internet Movie Databaseu
- Aya Hisakawa na Anime News Network Encyclopedia